# Објекти (психологија)
Објекти у психологији могу бити субјекти и стимулуси. У неким истраживањима не постоје ни субјекти ни стимулуси. То су на пример анализе садржаја у ком истраживачи обрађују документа, али не долазе у контакт са људима. У неким постоје само субјекти, али не и стимулуси. То су истраживања где се региструју особине субјеката. У неким истраживањима, нагласак може бити на стимулусима, субјектима или разликама између субјеката или стимулуса.

## Субјекти и стимулуси
Субјекти или испитаници јесу живи организми, људи или животиње, чије се особине испитују у истраживању. Може бити појединачни субјект, а може да буде и група субјеката (породица, разред, чопор). Постоје разне предности и мане истраживања у којима су субјекти животиње.
Предности оваквог истраживања јесу:
1. контрола услова истраживања може се потпуније и лакше испитати
2. неки облици животињских понашања простији су него код људи
3. на животињама се могу вршити нека истраживања која се не могу вршити код људи

Мане истраживања са животињским субјектима јесу:
1. Отежана комуникација са субјектима
2. Потреба збрињавања, храњења...
3. Да ли су резултати добијени са животињама релевантни за људе

Друга врста објеката јесу стимулуси. Стимулуси су садржаји, предмети и информације које контролише истраживач и приказује их субјектима да би испитао њихово дејство на субјектима. Ако се ради о садржајима вербалног типа, обично се уместо речи стимулус говори "ајтем" или "ставка". У истраживањима се региструје понашање, реакција субјеката на стимулусе.

## Избор објеката истраживања
Узорак је скуп објеката који учествују у истраживању. Ти објекти су елементи узорка. У истраживањима која имају и субјекте и стимулусе постоји узорак субјеката и узорак стимулуса. Поступак узорковања се односи на састављање узорка односно избор објеката који ће ући у узорак. Узорак се бира из популације по одређеним критеријумима. 
Истраживање целе популације било би непрактично (када је популација врло велика), немогуће (када се цела популација ни у начелуне може испитати) или непотребно (када се и на основу узорка могу утврдити особине популације).